# Grunwald
Grunwald (litevsky Griunvaldas, hist. Žalgiris; německy Grünfelde) je vesnice a obec v Polsku ve Varmijsko-mazurském vojvodství v okrese Ostróda. Sídlo obce je v sousední vsi Gierzwałd.
V letech 1975 až 1998 obec patřila do Olštýnského vojvodství. Rozkládá se v oblasti Lubavského hřbetu mezi vrchy výšky až 230 m n. m., 19 km jihozápadně od Olsztynku a má asi 800 obyvatel.
Prvně je zmíněna v dokumentech již na začátku 14. století.
Ve vzdálenosti asi 2 km jihovýchodně od vesnice Grunwald, mezi Stębarkem, Lodwigowem a Ulnovem leží historické bitevní pole, na kterém spojená armáda polsko-litevsko-rusínská (kolem 29 tisíc ozbrojenců) pod společným velením Vladislava II. Jagelly vybojovala vítězství 15. července 1410 nad křižáckým vojskem řádu německých rytířů (okolo 21 tisíc ozbrojenců) pod velením Ulricha von Jungingena. Křižácké ležení se nacházelo přibližně 1 km na jih od vsi.
Ve dnech od 14. srpna do 2. září 1914 poblíž došlo k další, druhé bitvě u Grunwaldu, známé také jako bitva u Tannenbergu (polský název vsi je Stębark); střetnutí v rámci východopruské operace v roce 1914 mezi silami Ruska a Německa skončilo německým vítězstvím.